# Radešov (Čestice)
Radešov je malá vesnice, část městyse Čestice v okrese Strakonice v Jihočeském kraji. Nachází se asi půl kilometru severozápadně od Čestic, nad potokem Peklov. Je zde evidováno 27 adres. V roce 2011 zde trvale žilo 29 obyvatel.
Radešov leží v katastrálním území Radešov u Čestic o rozloze 1,96 km².

## Historie
První písemná zmínka o vesnici pochází z roku 1551.

## Obyvatelstvo
| Rok            | 1869 | 1880 | 1890 | 1900 | 1910 | 1921 | 1930 | 1950 | 1961 | 1970 | 1980 | 1991 | 2001 | 2011 | 2021 |
| -------------- | ---- | ---- | ---- | ---- | ---- | ---- | ---- | ---- | ---- | ---- | ---- | ---- | ---- | ---- | ---- |
| Počet obyvatel | 177  | 159  | 157  | 133  | 145  | 147  | 142  | 94   | 92   | 60   | 43   | 29   | 32   | 29   | 38   |
| Počet domů     | 30   | 30   | 29   | 29   | 28   | 27   | 26   | 26   | 26   | 18   | 16   | 22   | 24   | 26   | 27   |

## Obecní správa
Při sčítání lidu v letech 1850–1909 Radešov byl osadou městyse Čestice v okrese Strakonice. V letech 1910–1920 byl osadou obce Doubravice u Volyně v okrese Strakonice. V letech 1921–1959 byl samostatnou obcí, se kterým patřil nejprve do okresu Strakonice, ale v roce 1950 v okrese Vimperk. Od roku 1960 je opět částí městyse Čestice v okrese Strakonice.